# L'Asile
L'Asile, in creolo haitiano Lazil, è un comune di Haiti facente parte dell'arrondissement di Anse-à-Veau nel dipartimento di Nippes.